# Cremastocheilus spinifer
Cremastocheilus spinifer är en skalbaggsart som beskrevs av Horn 1885. Cremastocheilus spinifer ingår i släktet Cremastocheilus och familjen Cetoniidae. Inga underarter finns listade i Catalogue of Life.